# Kim Man Sam
Kim Man Sam (ros. Ким Ман Сам, ur. 1883 w powiecie ussuryjskim (obecnie w Kraju Nadmorskim), zm. 1964 w Kraju Nadmorskim) – drużynowy kołchozu Awangard, przodownik pracy, Bohater Pracy Socjalistycznej (1949).

## Życiorys
Był Koreańczykiem. Od 1929 pracował w kołchozie, w 1937 jego rodzina została deportowana do rejon czilijskiego w obwodzie kyzyłordyńskim w Kazachskiej SRR, gdzie został zorganizowany koreański kołchoz ryżowy Awangard. Przewodniczącym tego kołchozu został syn Kim Man Sama, Kim Hon Bin (późniejszy Bohater Pracy Socjalistycznej), a Kim Man Sam został kierownikiem drużyny zbieraczy ryżu. W 1937 został członkiem WKP(b). Za wyróżnianie się w pracy w 1940 otrzymał Order „Znak Honoru”, w 1946 Nagrodę Stalinowską, a także dwukrotnie (16 listopada 1945 i 9 kwietnia 1947) Order Czerwonego Sztandaru Pracy i medale. Za rekordowe zbiory ryżu za rok 1948, decyzją Prezydium Rady Najwyższej ZSRR z 20 maja 1949 otrzymał Medal Sierp i Młot Bohatera Pracy Socjalistycznej i Order Lenina. W 1954 jego rodzina opuściła Kazachstan i wróciła do Kraju Nadmorskiego, a on sam dołączył do niej w 1958. Do końca życia mieszkał w Kraju Nadmorskim.